# Marcin Sławuszewski
Marcin Sławuszewski (Sławoszewski) herbu Godziemba – szambelan królewski, chorąży poleski w 1794 roku, wojski większy łucki w latach 1793–1794, konsyliarz konfederacji województwa wołyńskiego konfederacji targowickiej.